# Stone Boy
Stone Boy è un supereroe immaginario dell'Universo DC.

## Biografia del personaggio
Stone Boy è l'alias di Dag Wentim del pianeta Zwen. Tutta la popolazione del pianeta Zwen può pietrificare il proprio corpo, e svilupparono quest'abilità per mettersi in animazione sospesa per la lunga notte di sei mesi del pianeta. I capelli di Dag, però non sono affetti dalla mutazione, in più quando è pietrificato non può muoversi. Attraverso la pratica, Dag riuscì a pietrificare solo alcune parti del suo corpo, come i suoi pugni. Tentò di entrare nella Legione dei Super-Eroi, ma fu respinto quando il suo potere fu ritenuto troppo statico per compiere qualcosa di positivo. Insieme ad altri respinti aiutò a formare la Legione degli Eroi Sostituti.
In Adventure Comics n. 315 Stone Boy vinse un concorso indetto dai Sostituti per entrare a far parte della Legione dei Super Eroi. Eppure, declinò l'offerta poiché non intendeva allontanarsi dagli Eroi Sostituti.
Stone Boy comparve nell'auto conclusivo Legion of Sobstitute Heroes, dove fu raffigurato in uno stile più fumettistico. In realtà fu bloccato nel terreno per la maggior parte della storia dopo essere stato gettato da una grande altezza.
Nella continuità di "Five Years Later", Stone Boy mostrò di aver ottenuto l'abilità di muoversi mentre si trovava in stato di pietra.
Nella storia "Superman e la Legione dei Super-Eroi" presente in Action Comics, Stone Boy e i suoi compagni furono inviati a distrarre la Justice League rinnegata. Stone Boy fu utilizzato come proiettile per danneggiare la base della League.

## In altri media
Stone Boy comparve negli episodi "Lightning Storm" e "The Sobstitute" della serie animata Legion of Super Heroes.